# بهترین هیولاهای دیو
بهترین هیولاهای دیو عنوان دومین آلبوم برگزیده بهترین‌های گروه هوی متال دیو است که به صورت سی‌دی در سال ۲۰۰۰ منتشر شد. این آلبوم اولین بار در آمریکا منتشر گشت و بر طبق سانداسکن بیش از ۴۰۰ هزار نسخه از این آلبوم فروش رفته‌است.

## فهرست آهنگ‌ها
1. «به پا خیز و فریاد کن» (رانی جیمز دیو، جیمی بین، تامی گلدمن) - ۳:۱۹
2. «غواص مقدس» (دیو) - ۵:۵۴
3. «رنگین کمانی در تاریکی» (دیو، بین، ویوین کمپل، وینی اپایس) - ۴:۱۶
4. «از میان قلب» (دیو، بین) - ۴:۳۶
5. «ما به لرزه درمی‌آوریم» (دیو) - ۴:۳۵
6. «آخر صف» (دیو، کمپل، بین) - ۵:۴۷
7. «راز» (دیو، بین) - ۳:۵۸
8. «پادشاه راک ان رول» (اجرای زنده) - ۳:۵۲
9. «قلب قدسی» (دیو، بین، کمپل، اپایس) - ۶:۲۸
10. «مشتاق بهشت» (دیو، بین) - ۴:۱۱
11. «کودکان راک ان رول» (دیو) - ۴:۳۳
12. «مردی بر فراز کوه نقره‌ای» (دیو، ریچی بلکمور) - ۲:۲۹
13. «رویاهای پلید ببین» (دیو، کریگ گلدی) - ۴:۲۹
14. «می‌توانم خیالباف باشم» (دیو، گلدی) - ۴:۴۴
15. «گرگ‌ها را محبوس کن» (دیو، بین، روآن رابرتسون) - ۸:۳۴
16. «بزرگراه‌های غریب» (دیو، اپایس، تریسی جی، جف پیلسن) - ۶:۵۳

## سازندگان
- رانی جیمز دیو - خواننده
- ویوین کمپل - گیتار
- کریگ گلدی - گیتار
- روآن رابرتسن - گیتار
- تریسی جی - گیتار
- جیمی بین - باس
- جف پیلسن - باس، کیبورد
- وینی اپایس - درامز
- سیمون فیلیپس - درامز
- کلاود اشنل - کیبورد
- جنس جانسون - کیبورد